# Didelphodonta
I didelfodonti (Didelphodonta) sono un ordine (o forse sottordine) di mammiferi primitivi, conosciuti solo allo stato fossile. Molti paleontologi li ritengono possibili antenati dei carnivori.

## Primitivi e poco specializzati
Vagamente simili agli opossum, questi piccoli mammiferi furono molto diffusi nel Paleocene, appena dopo l'estinzione dei dinosauri (tra 65 e 60 milioni di anni fa). Poco specializzati, probabilmente i didelfodonti si cibavano di piccoli animali come insetti e altri invertebrati, ma non è escluso che i loro denti aguzzi potessero essere un'arma efficace anche contro piccoli vertebrati come rettili e mammiferi primitivi. 

## Evoluzione
Già nel Cretaceo superiore (circa 67 milioni di anni fa) esisteva un animale come Cimolestes, le cui caratteristiche dentarie da predatore hanno indotto molti a considerarlo un possibile antenato di carnivori e creodonti.
Successivamente, nel Paleocene, i didelfodonti conobbero una vera e propria fioritura evolutiva, dando origine a molte forme nordamericane (come Procerberus, Paleotomus e Protentomodon) ed espandendosi anche in Asia (Tsaganius), Europa (Aboletylestes) e Africa (lo stesso Cimolestes e altre forme come Tinerhodon). 
Improvvisamente, nell'Eocene inferiore (circa 50 milioni di anni fa), questi animali andarono incontro a un rapido declino, a causa dell'evoluzione di nuovi ordini di mammiferi più specializzati, che generarono una forte concorrenza. Gli ultimi esemplari noti risalgono all'Eocene medio e appartengono al genere Didelphodus, che è anche uno dei più grandi del gruppo.

## Parenti dei pangolini?
Non è chiara l'origine e la posizione sistematica dei didelfodonti; sembra comunque che siano derivati da placentati primitivi simili a toporagni, come Zalambdalestes o Asioryctes, nel Cretaceo superiore. 
Inoltre, molti paleontologi li considerano il più primitivo sottordine del grande gruppo dei cimolesti (Cimolesta), attualmente rappresentato dai soli pangolini ma notevolmente differenziato all'inizio del Terziario. Tra le forme estinte, da ricordare i pantolesti, i pantodonti, i teniodonti e i tillodonti. 
Altre parentele vanno ricercate con i paleorictidi (Palaeoryctidae), una famiglia di piccoli mammiferi insettivori caratteristica del Paleocene e dell'Eocene.